# 菅稲田堤
菅稲田堤（すげいなだづつみ）は、神奈川県川崎市多摩区の地名。現行行政地名は菅稲田堤1丁目から菅稲田堤3丁目。住居表示実施済区域。

## 地理
多摩区の北西部に位置し、稲田堤地域の一部。東に布田、南と西に菅、北西に菅野戸呂と接している。

### 河川
- 多摩川

### 地価
住宅地の地価は、2025年（令和7年）1月1日の公示地価によれば、菅稲田堤3丁目5-35の地点で28万5000円/m²となっている。

## 歴史

### 沿革
- 1984年（昭和59年）11月5日 - 住居表示の実施に伴い、菅字北浦耕地、字馬場耕地の各一部を分離し、菅稲田堤1丁目から菅稲田堤3丁目を新設[5][7]。

## 世帯数と人口
2025年（令和7年）6月30日現在（川崎市発表）の世帯数と人口は以下の通りである。
| 丁目          | 世帯数    | 人口    |
| ------------- | --------- | ------- |
| 菅稲田堤1丁目 | 1,338世帯 | 2,371人 |
| 菅稲田堤2丁目 | 978世帯   | 1,719人 |
| 菅稲田堤3丁目 | 877世帯   | 1,737人 |
| 計            | 3,193世帯 | 5,827人 |

### 人口の変遷
国勢調査による人口の推移。
| 年                 | 人口  |
| ------------------ | ----- |
| 1995年（平成7年）  | 4,175 |
| 2000年（平成12年） | 4,316 |
| 2005年（平成17年） | 4,931 |
| 2010年（平成22年） | 5,193 |
| 2015年（平成27年） | 5,432 |
| 2020年（令和2年）  | 5,730 |

### 世帯数の変遷
国勢調査による世帯数の推移。
| 年                 | 世帯数 |
| ------------------ | ------ |
| 1995年（平成7年）  | 1,697  |
| 2000年（平成12年） | 1,915  |
| 2005年（平成17年） | 2,241  |
| 2010年（平成22年） | 2,434  |
| 2015年（平成27年） | 2,600  |
| 2020年（令和2年）  | 2,820  |

## 学区
市立小・中学校に通う場合、学区は以下の通りとなる（2022年3月時点）。
| 丁目          | 番・番地等 | 小学校               | 中学校               |
| ------------- | ---------- | -------------------- | -------------------- |
| 菅稲田堤1丁目 | 全域       | 川崎市立菅小学校     | 川崎市立菅中学校     |
| 菅稲田堤2丁目 | 全域       | 川崎市立菅小学校     | 川崎市立菅中学校     |
| 菅稲田堤3丁目 | 全域       | 川崎市立下布田小学校 | 川崎市立中野島中学校 |

## 事業所
2021年（令和3年）現在の経済センサス調査による事業所数と従業員数は以下の通りである。
| 丁目          | 事業所数  | 従業員数 |
| ------------- | --------- | -------- |
| 菅稲田堤1丁目 | 73事業所  | 699人    |
| 菅稲田堤2丁目 | 16事業所  | 79人     |
| 菅稲田堤3丁目 | 26事業所  | 476人    |
| 計            | 115事業所 | 1,254人  |

### 事業者数の変遷
経済センサスによる事業所数の推移。
| 年                 | 事業者数 |
| ------------------ | -------- |
| 2016年（平成28年） | 80       |
| 2021年（令和3年）  | 115      |

### 従業員数の変遷
経済センサスによる従業員数の推移。
| 年                 | 従業員数 |
| ------------------ | -------- |
| 2016年（平成28年） | 668      |
| 2021年（令和3年）  | 1,254    |

## 交通

### 鉄道
- 東日本旅客鉄道（JR東日本） 南武線
  - 稲田堤駅

## 施設
- 川崎市営稲田公園[18]

## その他

### 日本郵便
- 郵便番号 : 214-0003[3]（集配局 : 登戸郵便局[19]）

### 警察
町内の警察の管轄区域は以下の通りである。
| 丁目          | 番・番地等 | 警察署     | 交番・駐在所 |
| ------------- | ---------- | ---------- | ------------ |
| 菅稲田堤1丁目 | 全域       | 多摩警察署 | 菅交番       |
| 菅稲田堤2丁目 | 全域       | 多摩警察署 | 菅交番       |
| 菅稲田堤3丁目 | 全域       | 多摩警察署 | 菅交番       |